# Taijiquan famiglia Yang
I movimenti lenti dell'allenamento a solo della sequenza del Taijiquan sono la manifestazione più nota del taiji.  In italiano generalmente la sequenza d'allenamento è detta forma;  in cinese è detta Taolu anche se alcuni la chiamano impropriamente quan : 拳 (in Wade-Giles: ch'üan, in pinyin: quán).  Le forme generalmente sono eseguite lentamente dai principianti per favorire la concentrazione, preparare il corpo e rendere gli studenti pronti per stadi più avanzati di allenamento dell'arte marziale.

## Forma 13

### Durata
La Forma 13, sequenza del Taijiquan Stile Yang, generalmente viene eseguita in 2 minuti. È stata concepita come forma abbreviata senza calci e posizioni su una gamba sola della forma lunga.

### Nomi dei movimenti
Quelli che seguono sono i nomi in cinese, in pinyin e tradotti in italiano, come usati dagli attuali insegnanti di Taijiquan della famiglia Yang.
|     | Nome in cinese | pinyin                   | Nome in italiano                            |
|     | 预 备          | yù bèi                   | Preparazione                                |
| 1.  | 起 势          | qǐ shì                   | Inizio                                      |
| 2.  | 云 手 (一)     | yún shǒu (yī)            | Muovere le mani come nuvole (1)             |
| 3.  | 单 鞭          | dān biān                 | Frusta semplice                             |
| 4.  | 肘 底 看 捶    | zhǒu dǐ kàn chuí         | Pugno sotto il gomito                       |
| 5.  | 白 鹤 凉 翅    | bái hè liàng chì         | La gru bianca apre le ali                   |
| 6.  | 左 搂 膝 拗 步 | zuǒ lōu xī ǎo bù         | Spazzolare il ginocchio sinistro e spingere |
| 7.  | 手 挥 琵 琶    | shǒu huī pípa            | Suonare il liuto                            |
| 8.  | 高 探 马       | gāo tàn mǎ               | Afferrare il cavallo in alto                |
| 9.  | 穿 掌          | chuān zhǎng              | Spingere la mano                            |
| 10. | 转 身 撇 身 捶 | zhuǎn shēn piē shēn chuí | Girarsi e colpire col pugno                 |
| 11. | 进 步 搬 拦 捶 | jìn bù bān lán chuí      | Passo avanti, parare, bloccare e colpire    |
| 12. | 上步揽雀尾     | shàng bù lǎn què wěi     | Passo e afferrare la coda del passero       |
| 13. | 十字手收势     | shí zì shǒu shōu shì     | Incrociare le mani e chiudere               |
|     | 还 原          | huán yuán                | Ritornare alla posizione di partenza        |

## Forma 16

### Durata
La Forma 16, sequenza del Taijiquan Stile Yang, generalmente viene eseguita in 2 minuti. È stata concepita come forma abbreviata senza calci e posizioni su una gamba sola della forma lunga.

### Nomi dei movimenti
Quelli che seguono sono i nomi in cinese, in pinyin e tradotti in italiano, come usati dagli attuali insegnanti di Taijiquan della famiglia Yang.
|     | Nome in cinese | pinyin                    | Nome in italiano                             |
|     | 预 备          | yù bèi                    | Preparazione                                 |
| 1.  | 起 势          | qǐ shì                    | Inizio                                       |
| 2.  | 云 手 (一)     | yún shǒu (yī)             | Muovere le mani come nuvole (1)              |
| 3.  | 单 鞭          | dān biān                  | Frusta semplice                              |
| 4.  | 肘 底 看 捶    | zhǒu dǐ kàn chuí          | Pugno sotto il gomito                        |
| 5.  | 白 鹤 凉 翅    | bái hè liàng chì          | La gru bianca apre le ali                    |
| 6.  | 左 搂 膝 拗 步 | zuǒ lōu xī ǎo bù          | Spazzolare il ginocchio sinistro e spingere  |
| 7.  | 手 挥 琵 琶    | shǒu huī pípa             | Suonare il liuto                             |
| 8.  | 倒撵猴         | dào niǎn hóu              | Passo indietro e respingere la scimmia       |
| 9.  | 左打虎势       | zuǒ dǎ hǔ shì             | Colpire la tigre a sinistra                  |
| 10. | 野马分鬃       | yě mǎ fēn zōng            | Dividere la criniera del cavallo             |
| 11. | 进步指裆捶     | jìn bù zhǐ dāng chuí      | Passo avanti e colpire all'inguine           |
| 12. | 转身白蛇吐信   | zhuǎn shēn bái shé tù xìn | Girarsi, il serpente bianco mostra la lingua |
| 13. | 进 步 搬 拦 捶 | jìn bù bān lán chuí       | Passo avanti, parare, bloccare e colpire     |
| 14. | 上步揽雀尾     | shàng bù lǎn què wěi      | Passo e afferrare la coda del passero        |
| 15. | 十字手         | shí zì shǒu               | Incrociare le mani                           |
| 16. | 收势           | shōu shì                  | Chiudere                                     |
|     | 还 原          | huán yuán                 | Ritornare alla posizione di partenza         |

## Forma 49

### Durata
La Forma 49, sequenza del Taijiquan Stile Yang, è stata concepita come forma da competizione o da dimostrazione. Per dimostrazione generalmente viene eseguita in 12 minuti, in competizione deve essere eseguita tra 7 e 8 minuti. La forma 49 contiene tutti i movimenti della forma lunga, ma con meno ripetizioni e in sequenza abbreviata.

### Nomi dei movimenti
Quelli che seguono sono i nomi in cinese, in pinyin e tradotti in italiano, come usati dagli attuali insegnanti di Taijiquan della famiglia Yang.
|     | Nome in cinese | pinyin                    | Nome in italiano                                |
|     | 预 备          | yù bèi                    | Preparazione                                    |
| 1.  | 起 势          | qǐ shì                    | Inizio                                          |
| 2.  | 揽雀尾         | lǎn què wěi               | Afferrare la coda del passero                   |
| 3.  | 单鞭           | dān biān                  | Frusta semplice                                 |
| 4.  | 云手 (三 个)   | yún shǒu (sān gè)         | Muovere le mani come nuvole (tre)               |
| 5.  | 单鞭           | dān biān                  | Frusta semplice                                 |
| 6.  | 高探马         | gāo tàn mǎ                | Afferrare il cavallo in alto                    |
| 7.  | 右分脚         | yòu fēn jiǎo              | Calcio laterale a destra                        |
| 8.  | 左分脚         | zuǒ fēn jiǎo              | Calcio laterale a sinistra                      |
| 9.  | 转身左蹬脚     | zhuǎn shēn zuǒ dēng jiǎo  | Girarsi e calciare col tallone sinistro         |
| 10. | 左搂膝拗步     | zuǒ lōu xī ǎo bù          | Spazzolare il ginocchio sinistro e spingere     |
| 11. | 手挥琵琶       | shǒu huī pípa             | Suonare il liuto                                |
| 12. | 高探马穿掌     | gāo tàn mǎ chuān zhǎng    | Afferrare il cavallo in alto e spingere la mano |
| 13. | 转身十字腿     | zhuǎn shēn shí zì tuǐ     | Girarsi e calcio a croce                        |
| 14. | 左打虎势       | zuǒ dǎ hǔ shì             | Colpire la tigre a sinistra                     |
| 15. | 右打虎势       | yòu dǎ hǔ shì             | Colpire la tigre a destra                       |
| 16. | 回身右蹬脚     | huí shēn yòu dēng jiǎo    | Girarsi e calciare col tallone destro           |
| 17. | 双峰贯耳       | shuāng fēng guàn ěr       | Pugni agli orecchi                              |
| 18. | 左蹬脚         | zuǒ dēng jiǎo             | Calcio col tallone sinistro                     |
| 19. | 转身撇身捶     | zhuǎn shēn piē shēn chuí  | Girarsi e colpire col pugno                     |
| 20. | 进步指裆捶     | jìn bù zhǐ dāng chuí      | Passo avanti e colpire all'inguine              |
| 21. | 如封似闭       | rú fēng sì bì             | Chiusura apparente                              |
| 22. | 十字手         | shí zì shǒu               | Incrociare le mani                              |
| 23. | 抱虎归山       | bào hǔ guī shān           | Abbracciare la tigre e portarla alla montagna   |
| 24. | 斜单鞭         | xié dān biān              | Frusta semplice diagonale                       |
| 25. | 肘底看捶       | zhǒu dǐ kàn chuí          | Pugno sotto il gomito                           |
| 26. | 右金鸡独立     | yòu jīn jī dú lì          | Il gallo d'oro sta su una gamba                 |
| 27. | 左金鸡独立     | zuǒ jīn jī dú lì          | Il gallo d'oro sta su una gamba                 |
| 28. | 倒撵猴         | dào niǎn hóu              | Passo indietro e respingere la scimmia          |
| 29. | 斜飞势         | xié fēi shì               | Volo diagonale                                  |
| 30. | 提手上势       | tí shǒu shàng shì         | Alzare le mani e passo avanti                   |
| 31. | 白鹤晾翅       | bái hè liàng chì          | La gru bianca apre le ali                       |
| 32. | 左搂膝拗步     | zuǒ lōu xī ǎo bù          | Spazzolare il ginocchio sinistro e spingere     |
| 33. | 海底针         | hǎi dǐ zhēn               | Ago in fondo al mare                            |
| 34. | 扇通臂         | shàn tōng bèi             | Mani come ventaglio                             |
| 35. | 转身白蛇吐信   | zhuǎn shēn bái shé tù xìn | Girarsi, il serpente bianco mostra la lingua    |
| 36. | 进步栽捶       | jìn bù zāi chuí           | Passo e pugno basso                             |
| 37. | 野马分鬃       | yě mǎ fēn zōng            | Dividere la criniera del cavallo                |
| 38. | 玉女穿梭       | yù nǚ chuān suō           | La dama di giada lancia la spola                |
| 39. | 揽雀尾         | lǎn què wěi               | Afferrare la coda del passero                   |
| 40. | 单鞭           | dān biān                  | Frusta semplice                                 |
| 41. | 下势           | xià shì                   | Forma bassa                                     |
| 42. | 上步七星       | shàng bù qī xīng          | Passo delle sette stelle                        |
| 43. | 退步跨虎       | tuì bù kuà hǔ             | Passo indietro e cavalcare la tigre             |
| 44. | 转身摆莲       | zhuǎn shēn bǎi lián       | Girarsi e passare sopra al loto                 |
| 45. | 弯弓射虎       | wān gōng shè hǔ           | Tirare l'arco e colpire la tigre                |
| 46  | 进步搬拦捶     | jìn bù bān lán chuí       | Passo avanti, parare, bloccare e colpire        |
| 47. | 如封似闭       | rú fēng sì bì             | Chiusura apparente                              |
| 48. | 十字手         | shí zì shǒu               | Incrociare le mani                              |
| 49. | 收势           | shōu shì                  | Chiudere                                        |
|     | 还原           | huán yuán                 | Posizione iniziale                              |

## Forma 103
Taijiquan famiglia Yang forma 103, anche detta Forma tradizionale (o, Forma lunga), è una sequenza prestabilita di movimenti usati per praticare il Taijiquan stile Yang. A seconda delle ripetizioni (ossia il numero di ripetizioni consecutive di alcuni movimenti nella sequenza, come muovere le mani come nuvole) la forma tradizionale può arrivare fino a 108 movimenti. 

### Forme
I movimenti lenti dell'allenamento a solo della sequenza del Taijiquan sono la manifestazione più nota del taiji.  In italiano generalmente la sequenza d'allenamento è detta forma;  in cinese è detta quan: 拳 (in Wade-Giles: ch'üan, in pinyin: quán).  Le forme generalmente sono eseguite lentamente dai principianti per favorire la concentrazione, preparare il corpo e rendere gli studenti pronti per stadi più avanzati di allenamento dell'arte marziale.

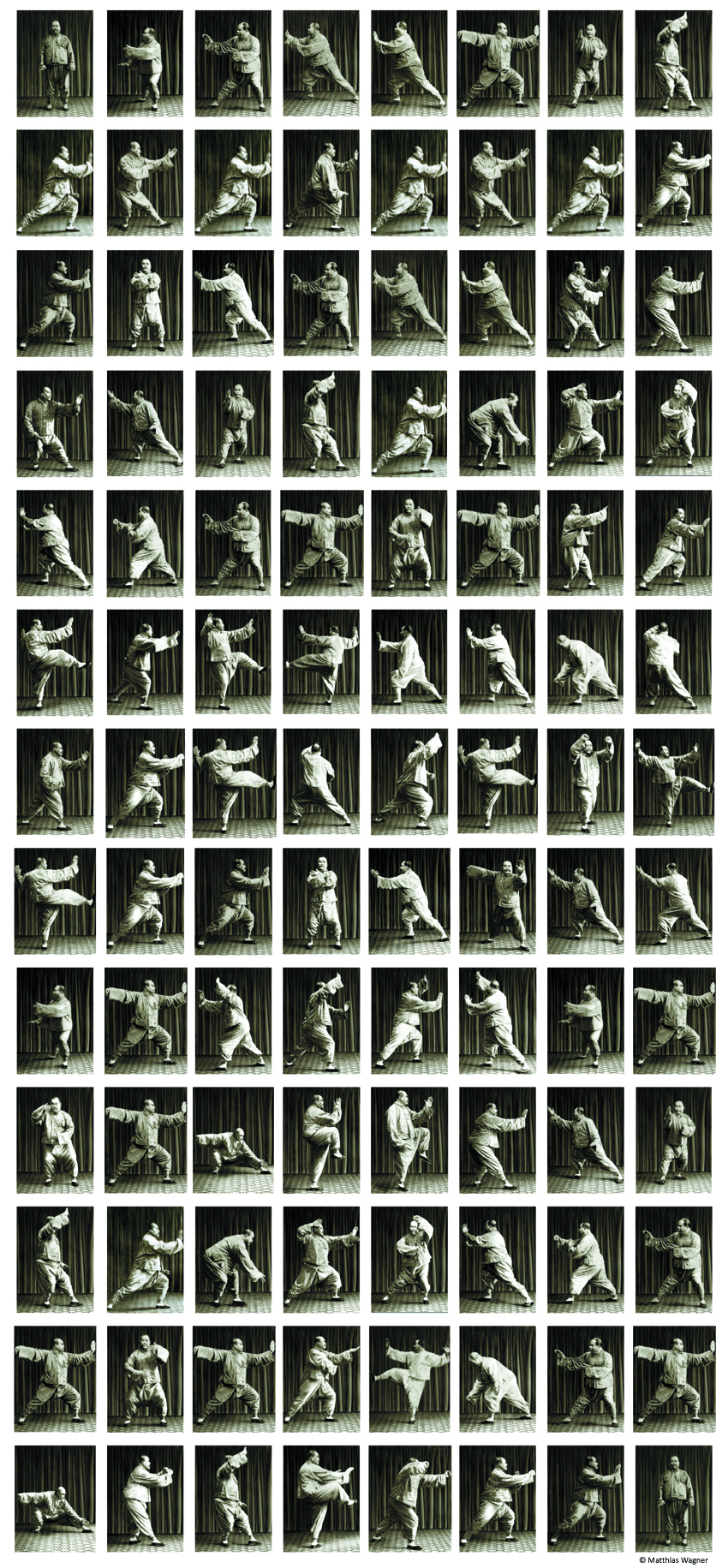
Forma di Taijiquan da 104 dimostrata da Yang Chengfu.

### Durata
La Forma Tradizionale 103, sequenza del Taijiquan Stile Yang, generalmente viene eseguita in 25/30 minuti.

### Differenze tra scuole
Quelli che seguono sono i nomi in cinese, in pinyin e tradotti in italiano, come usati dagli attuali insegnanti di Taijiquan della famiglia Yang. Altre scuole di stile Yang hanno anche una differente numerazione, dipende da come vengono contati i movimenti, come detto sopra. La numerazione può variare quindi da 85, 88, 108 a 150. La numerazione originaria data da Yang Chen Fu, che concepì la forma lunga era di 85 movimenti

### Nomi dei movimenti
|      | Nome in cinese  | pinyin                     | Nome in italiano                                  |
| 1.   | 预备            | yù bèi                     | Prepararsi                                        |
| 2.   | 起势            | qǐ shì                     | Dare il via all'energia                           |
| 3.   | 揽雀尾          | lǎn què wěi                | Afferrare la coda del passero                     |
| 4.   | 单鞭            | dān biān                   | Frusta semplice                                   |
| 5.   | 提手上势        | tí shǒu shàng shì          | Alzare le mani e passo avanti                     |
| 6.   | 白鹤晾翅        | bái hè liàng chì           | La gru bianca apre le ali                         |
| 7.   | 左搂膝拗步      | zuǒ lōu xī ǎo bù           | Spazzolare il ginocchio sinistro e spingere       |
| 8.   | 手挥琵琶        | shǒu huī pípa              | Suonare il liuto                                  |
| 9.   | 左搂膝拗步      | zuǒ lōu xī ǎo bù           | Spazzolare il ginocchio sinistro e spingere       |
| 10.  | 右搂膝拗步      | yòu lōu xī ǎo bù           | Spazzolare il ginocchio destro e spingere         |
| 11.  | 左搂膝拗步      | zuǒ lōu xī ǎo bù           | Spazzolare il ginocchio sinistro e spingere       |
| 12.  | 手挥琵琶        | shǒu huī pípa              | Suonare il liuto                                  |
| 13.  | 左搂膝拗步      | zuǒ lōu xī ǎo bù           | Spazzolare il ginocchio sinistro e spingere       |
| 14.  | 进步搬拦捶      | jìn bù bān lán chuí        | Passo avanti, parare, bloccare e colpire          |
| 15.  | 如封似闭        | rú fēng sì bì              | Chiusura apparente                                |
| 16.  | 十字手          | shí zì shǒu                | Incrociare le mani                                |
| 17.  | 抱虎归山        | bào hǔ guī shān            | Abbracciare la tigre e portarla alla montagna     |
| 18.  | 肘底看捶        | zhǒu dǐ kàn chuí           | Pugno sotto il gomito                             |
| 19.  | 右倒撵猴        | yòu dào niǎn hóu           | Passo indietro e respingere la scimmia a destra   |
| 20.  | 左倒撵猴        | zuǒ dào niǎn hóu           | Passo indietro e respingere la scimmia a sinistra |
| 21.  | 右倒撵猴        | yòu dào niǎn hóu           | Passo indietro e respingere la scimmia a destra   |
| 22.  | 斜飞势          | xié fēi shì                | Volo diagonale                                    |
| 23.  | 提手上势        | tí shǒu shàng shì          | Alzare le mani e passo avanti                     |
| 24.  | 白鹤晾翅        | bái hè liàng chì           | La gru bianca apre le ali                         |
| 25.  | 左搂膝拗步      | zuǒ lōu xī ǎo bù           | Spazzolare il ginocchio sinistro e spingere       |
| 26.  | 海底针          | hǎi dǐ zhēn                | Ago in fondo al mare                              |
| 27.  | 扇通臂          | shàn tōng bèi              | Mani come ventaglio                               |
| 28.  | 转身撇身捶      | zhuǎn shēn piē shēn chuí   | Girarsi e colpire col pugno                       |
| 29.  | 进步搬拦捶      | jìn bù bān lán chuí        | Passo avanti, parare, bloccare e colpire          |
| 30.  | 上步揽雀尾      | shàng bù lǎn què wěi       | Passo e afferrare la coda del passero             |
| 31.  | 单鞭            | dān biān                   | Frusta semplice                                   |
| 32.  | 左右云手 (之一) | zuǒ yòu yún shǒu (zhī yī)  | Muovere le mani come nuvole (uno)                 |
| 33.  | 左右云手 (之二) | zuǒ yòu yún shǒu (zhī èr)  | Muovere le mani come nuvole (due)                 |
| 34.  | 左右云手 (之三) | zuǒ yòu yún shǒu (zhī sān) | Muovere le mani come nuvole (tre)                 |
| 35.  | 单鞭            | dān biān                   | Frusta semplice                                   |
| 36.  | 高探马          | gāo tàn mǎ                 | Afferrare il cavallo in alto                      |
| 37.  | 右分脚          | yòu fēn jiǎo               | Calcio laterale a destra                          |
| 38.  | 左分脚          | zuǒ fēn jiǎo               | Calcio laterale a sinistra                        |
| 39.  | 转身左蹬脚      | zhuǎn shēn zuǒ dēng jiǎo   | Girarsi e calciare col tallone sinistro           |
| 40.  | 左搂膝拗步      | zuǒ lōu xī ǎo bù           | Spazzolare il ginocchio sinistro e spingere       |
| 41.  | 右搂膝拗步      | yòu lōu xī ǎo bù           | Spazzolare il ginocchio destro e spingere         |
| 42.  | 进步栽捶        | jìn bù zāi chuí            | Passo e pugno basso                               |
| 43.  | 转身撇身捶      | zhuǎn shēn piē shēn chuí   | Girarsi e colpire col pugno                       |
| 44.  | 进步搬拦捶      | jìn bù bān lán chuí        | Passo avanti, parare, bloccare e colpire          |
| 45.  | 右蹬脚          | yòu dēng jiǎo              | Calcio col tallone destro                         |
| 46.  | 左打虎势        | zuǒ dǎ hǔ shì              | Colpire la tigre a sinistra                       |
| 47.  | 右打虎势        | yòu dǎ hǔ shì              | Colpire la tigre a destra                         |
| 48.  | 回身右蹬脚      | huí shēn yòu dēng jiǎo     | Girarsi e calciare col tallone destro             |
| 49.  | 双峰贯耳        | shuāng fēng guàn ěr        | Pugni agli orecchi                                |
| 50.  | 左蹬脚          | zuǒ dēng jiǎo              | Calcio col tallone sinistro                       |
| 51.  | 转身右蹬脚      | zhuǎn shēn yòu dēng jiǎo   | Girarsi e calciare col tallone destro             |
| 52.  | 进步搬拦捶      | jìn bù bān lán chuí        | Passo avanti, parare, bloccare e colpire          |
| 53.  | 如封似闭        | rú fēng sì bì              | Chiusura apparente                                |
| 54.  | 十字手          | shí zì shǒu                | Incrociare le mani                                |
| 55.  | 抱虎归山        | bào hǔ guī shān            | Abbracciare la tigre e portarla alla montagna     |
| 56.  | 斜单鞭          | xié dān biān               | Frusta semplice diagonale                         |
| 57.  | 右野马分鬃      | yòu yě mǎ fēn zōng         | Dividere la criniera del cavallo a destra         |
| 58.  | 左野马分鬃      | zuǒ yě mǎ fēn zōng         | Dividere la criniera del cavallo a sinistra       |
| 59.  | 右野马分鬃      | yòu yě mǎ fēn zōng         | Dividere la criniera del cavallo a destra         |
| 60.  | 揽雀尾          | lǎn què wěi                | Afferrare la coda del passero                     |
| 61.  | 单鞭            | dān biān                   | Frusta semplice                                   |
| 62.  | 玉女穿梭        | yù nǚ chuān suō            | La dama di giada lancia la spola                  |
| 63.  | 揽雀尾          | lǎn què wěi                | Afferrare la coda del passero                     |
| 64.  | 单鞭            | dān biān                   | Frusta semplice                                   |
| 65.  | 左右云手 (之一) | zuǒ yòu yún shǒu (zhī yī)  | Muovere le mani come nuvole (uno)                 |
| 66.  | 左右云手 (之二) | zuǒ yòu yún shǒu (zhī èr)  | Muovere le mani come nuvole (due)                 |
| 67.  | 左右云手 (之三) | zuǒ yòu yún shǒu (zhī sān) | Muovere le mani come nuvole (tre)                 |
| 68.  | 单鞭            | dān biān                   | Frusta semplice                                   |
| 69.  | 下势            | xià shì                    | Il serpente che striscia                          |
| 70.  | 右金鸡独立      | yòu jīn jī dú lì           | Il gallo d'oro sta su una gamba (destra)          |
| 71.  | 左金鸡独立      | zuǒ jīn jī dú lì           | Il gallo d'oro sta su una gamba (sinistra)        |
| 72.  | 右倒撵猴        | yòu dào niǎn hóu           | Passo indietro e respingere la scimmia a destra   |
| 73.  | 左倒撵猴        | zuǒ dào niǎn hóu           | Passo indietro e respingere la scimmia a sinistra |
| 74.  | 右倒撵猴        | yòu dào niǎn hóu           | Passo indietro e respingere la scimmia a destra   |
| 75.  | 斜飞势          | xié fēi shì                | Volo diagonale                                    |
| 76.  | 提手上势        | tí shǒu shàng shì          | Alzare le mani e passo avanti                     |
| 77.  | 白鹤晾翅        | bái hè liàng chì           | La gru bianca apre le ali                         |
| 78.  | 左搂膝拗步      | zuǒ lōu xī ǎo bù           | Spazzolare il ginocchio sinistro e spingere       |
| 79.  | 海底针          | hǎi dǐ zhēn                | Ago in fondo al mare                              |
| 80.  | 扇通臂          | shàn tōng bèi              | Mani come ventaglio                               |
| 81.  | 转身白蛇吐信    | zhuǎn shēn bái shé tù xìn  | Girarsi, il serpente bianco mostra la lingua      |
| 82.  | 进步搬拦捶      | jìn bù bān lán chuí        | Passo avanti, parare, bloccare e colpire          |
| 83.  | 上步揽雀尾      | shàng bù lǎn què wěi       | Passo e afferrare la coda del passero             |
| 84.  | 单鞭            | dān biān                   | Frusta semplice                                   |
| 85.  | 左右云手 (之一) | zuǒ yòu yún shǒu (zhī yī)  | Muovere le mani come nuvole (uno)                 |
| 86.  | 左右云手 (之二) | zuǒ yòu yún shǒu (zhī èr)  | Muovere le mani come nuvole (due)                 |
| 87.  | 左右云手 (之三) | zuǒ yòu yún shǒu (zhī sān) | Muovere le mani come nuvole (tre)                 |
| 88.  | 单鞭            | dān biān                   | Frusta semplice                                   |
| 89.  | 高探马穿掌      | gāo tàn mǎ chuān zhǎng     | Afferrare il cavallo in alto e spingere la mano   |
| 90.  | 十字腿          | shí zì tuǐ                 | Calcio a croce                                    |
| 91.  | 进步指裆捶      | jìn bù zhǐ dāng chuí       | Passo avanti e colpire all'inguine                |
| 92.  | 上步揽雀尾      | shàng bù lǎn què wěi       | Passo e afferrare la coda del passero             |
| 93.  | 单鞭            | dān biān                   | Frusta semplice                                   |
| 94.  | 下势            | xià shì                    | Il serpente che striscia                          |
| 95.  | 上步七星        | shàng bù qī xīng           | Passo delle sette stelle                          |
| 96.  | 退步跨虎        | tuì bù kuà hǔ              | Passo indietro e cavalcare la tigre               |
| 97.  | 转身摆莲        | zhuǎn shēn bǎi lián        | Girarsi e passare sopra al loto                   |
| 98.  | 弯弓射虎        | wān gōng shè hǔ            | Tirare l'arco e colpire la tigre                  |
| 99.  | 进步搬拦捶      | jìn bù bān lán chuí        | Passo avanti, parare, bloccare e colpire          |
| 100. | 如封似闭        | rú fēng sì bì              | Chiusura apparente                                |
| 101. | 十字手          | shí zì shǒu                | Incrociare le mani                                |
| 102. | 收势            | shōu shì                   | Chiudere                                          |
| 103. | 还原            | huán yuán                  | Posizione iniziale                                |